# Elphin
Elphin (en irlandais : Ail Finn) est une ville d'Irlande dans le comté de Roscommon.